# Паук (ПОВР)
Паук је српска против-оклопна вођена ракета (ПОВР) која се може испаљивати и са хеликоптера.

## Опис
Паук је против-оклопни ракетни систем вођен оптичким каблом или опционо радио линком. Намењен је за уградњу на мобилне земаљске или ваздухопловне платформе (хеликоптер Газела). Ракета је опремљена инфрацрвеном главом за самонавођење. Систем омогућава гађање изван видног поља, што смањује изложеност удару непријатељске ватре. Ракета користи тандем бојеву главу са могућношћу пробоја до 1.000 mm хомогеног оклопа након експлозивно реактивног оклопа.

## Унапређена варијанта
Представљена је и унапређена варијанта Паук-М (Spider-M). 